# Marcus Tudgay
Marcus Tudgay (né le 3 février 1983 à Shoreham-by-Sea dans le Sussex de l'Ouest, au Royaume-Uni) est un footballeur anglais. Il joue depuis 2014 en tant qu'attaquant ou ailier.

## Biographie
Supervisé par Nottingham Forest alors qu'il n'est qu'enfant, Marcus Tudgay s'engage à Derby County. En 2001, il y signe un contrat professionnel.

### Nottingham Forest
Le 25 novembre 2010, Marcus Tudgay est prêté à Nottingham Forest en vue d'un transfert permanent. Auteur en quelques jours de 3 buts en 4 matchs, il est définitivement transféré le 5 janvier 2011, alors qu'il reçoit les louanges de plusieurs membres de l'équipe, dont Luke Chambers, pour qui Tudgay est « un des meilleurs joueurs de Championship » et l'entraîneur du club, Billy Davies, qui se dit impressionné par ses performances. le 14 novembre 2012, il est prêté jusqu'en janvier 2013 en faveur de Barnsley.
Le 22 février 2014 il est prêté à Charlton Athletic .